# Giovanni Fossa
Giovanni Fossa (Belluno, 9 aprile 1645 – Belluno, 14 giugno 1732) è stato un pittore italiano.

## Biografia
Figlio di Antonio e Leonora Balliana, apparteneva a una vecchia famiglia cittadinesca. Nel 1666 sposò Elisabetta Ridolfi, sorella del pittore Agostino.
Fu tra i rappresentanti più tardi del tenebrismo veneto e lavorò quasi esclusivamente per il clero bellunese, venendo apprezzato come ritrattista. Tra i suoi primi lavori, non a caso, spicca infatti una tela celebrativa raffigurante Podestà Giovanni Antonio Boldù inginocchiato di fronte alla Vergine, ai santi Antonio da Padova, Giovanni Evangelista e all'allegoria della Carità (1690), conservata nella chiesa di Santo Stefano a Belluno); notevole è il realismo con cui viene reso l'anziano podestà.
È questa l'unica opera del Fossa documentata con precisione dalla letteratura artistica. Studi più recenti hanno permesso di attribuirgli anche la pala e il paliotto per l'altare maggiore della chiesetta di San Lorenzo a Modolo (1684), nei quali si osserva una forte influenza del cognato. Dello stesso periodo è la tela per la cappella di San Carlo Borromeo della villa Corte di Mier (allora residenza vescovile), dove il vescovo Giulio Berlendis è rappresentato mentre venera la Vergine e il Bambino assieme a san Carlo e a sant'Antonio, indicando nel frattempo santa Berlendia. Altra opera sicuramente sua è una Madonna con il Bambino tra i santi Pietro d'Alcántara e Teresa d'Avila (fine XVII secolo), commissionata dai Miari per la chiesetta di Santa Lucia a Cet.
Dei primi del XVIII secolo è la tela Sant'Eustachio e il rettore don Giuseppe Farrelli della chiesa di Nogarè. Del 1706 è la pala di San Michele arcangelo per la parrocchiale di La Valle Agordina; in quest'ultima opera si può notare un cambio di tendenza del Fossa il quale, utilizzando tonalità più luminosa, comincia ad allontanarsi dal tenebrismo.
Questo rinnovamento è confermato dalla tela San Gregorio Magno e le anime purganti conservata nella stessa chiesa, probabilmente ispirata a un'immagine del santo pontefice realizzata da Antonio Triva per la chiesa veneziana di Santa Maria della Salute.
Al Fossa si attribuiscono anche una Predicazione di san Francesco Saverio (presbiterio della cattedrale di Belluno) e altre tre tele, sempre a tema sacro, conservate a palazzo Piloni.
Le fonti storiche citano anche altri dipinti, ma non è stato possibile rintracciarli. Suoi sono anche i disegni preparatori per alcune incisioni.